# Kanton Lunel
Kanton Lunel (francouzsky Canton de Lunel) je francouzský kanton v departementu Hérault v regionu Languedoc-Roussillon. Tvoří ho 13 obcí.

## Obce kantonu
- Boisseron
- Lunel
- Lunel-Viel
- Marsillargues
- Saint-Christol
- Saint-Just
- Saint-Nazaire-de-Pézan
- Saint-Sériès
- Saturargues
- Saussines
- Valergues
- Vérargues
- Villetelle